# Tajon Buchanan
Tajon Buchanan (Brampton, 1999. február 8. –) kanadai válogatott labdarúgó, a spanyol Villarreal csatára.

## Pályafutása

### Klubcsapatokban
Buchanan a kanadai Brampton városában született. Az ifjúsági pályafutását a Brampton és a Mississauga Falcons csapatában kezdte, majd az amerikai Real Colorado akadémiájánál folytatta.
2018-ban mutatkozott be a kanadai Sigma felnőtt keretében. 2019-ben az észak-amerikai első osztályban szereplő New England Revolution-höz igazolt. 2022. január 1-jén 3½ éves szerződést kötött a belga első osztályban érdekelt Club Brugge együttesével. Először a 2022. január 15-ei, St. Truiden ellen 2–0-ra megnyert mérkőzésen lépett pályára. Első gólját 2022. április 24-én, az Antwerp ellen hazai pályán 1–0-ás győzelemmel zárult találkozón szerezte meg.
2024. január 5-én az olasz Internazionale szerződtette. 2025. február 1-jén kölcsönbe került a spanyol Villarreal csapatához vásárlási opcióval. 2025. július 29-én 14,4 millió kanadai dollárért végleg szerződtette a spanyol klub, valamint a jövőbeni elada 20%-át kapja meg az Internazionale.

### A válogatottban
Buchanan az U23-as korosztályú válogatottban is képviselte Kanadát.
2021-ben debütált a felnőtt válogatottban. Először a 2021. június 6-ai, Aruba ellen 7–0-ra megnyert mérkőzésen lépett pályára. Első válogatott gólját 2021. július 30-án, Mexikó ellen 2–1-es vereséggel zárult CONCACAF-aranykupa mérkőzésen szerezte meg.

## Statisztikák
2024. május 26. szerint

| Klub                   | Szezon   | Osztály        | Bajnokság | Bajnokság | Kupa  | Kupa | Nemzetközi | Nemzetközi | Összesen | Összesen |
| Klub                   | Szezon   | Osztály        | Meccs     | Gól       | Meccs | Gól  | Meccs      | Gól        | Meccs    | Gól      |
| ---------------------- | -------- | -------------- | --------- | --------- | ----- | ---- | ---------- | ---------- | -------- | -------- |
| New England Revolution | 2019     | MLS            | 10        | 0         | 1     | 0    | —          | —          | 11       | 0        |
| New England Revolution | 2020     | MLS            | 28        | 3         | 0     | 0    | —          | —          | 28       | 3        |
| New England Revolution | 2021     | MLS            | 28        | 9         | 0     | 0    | —          | —          | 28       | 9        |
| Club Brugge            | 2021–22  | Jupiler League | 14        | 1         | 1     | 0    | —          | —          | 15       | 1        |
| Club Brugge            | 2022–23  | Jupiler League | 24        | 1         | 2     | 0    | 6          | 0          | 32       | 1        |
| Club Brugge            | 2023–24  | Jupiler League | 12        | 2         | 0     | 0    | 8          | 1          | 20       | 3        |
| Internazionale         | 2023–24  | Serie A        | 10        | 1         | 0     | 0    | —          | —          | 10       | 1        |
| Összesen               | Összesen | Összesen       | 126       | 17        | 4     | 0    | 14         | 1          | 144      | 18       |

### A válogatottban
| Válogatott | Év       | Pályára lépés | Gól |
| ---------- | -------- | ------------- | --- |
| Kanada     | 2021     | 16            | 3   |
| Kanada     | 2022     | 13            | 1   |
| Kanada     | 2023     | 6             | 0   |
| Kanada     | 2024     | 8             | 0   |
| Kanada     | 2025     | 8             | 4   |
| Összesen   | Összesen | 51            | 8   |

#### Góljai a válogatottban
| # | Időpont             | Helyszín                                        | Ellenfél | Gólok | Eredmény | Kiírás                     |
| - | ------------------- | ----------------------------------------------- | -------- | ----- | -------- | -------------------------- |
| 1 | 2021. július 29.    | NRG Stadion, Houston, Amerikai Egyesült Államok | Mexikó   | 1–1   | 1–2      | 2021-es CONCACAF-aranykupa |
| 2 | 2021. szeptember 8. | BMO Field, Toronto, Kanada                      | Salvador | 3–0   | 3–0      | 2022-es VB-selejtező       |
| 3 | 2021. október 13.   | BMO Field, Toronto, Kanada                      | Panama   | 3–1   | 4–1      | 2022-es VB-selejtező       |
| 4 | 2022. március 27.   | BMO Field, Toronto, Kanada                      | Jamaica  | 2–0   | 4–0      | 2022-es VB-selejtező       |

## Sikerei, díjai
Club Brugge
- Jupiler League
  - Bajnok (1): 2021–22

- Belga Szuperkupa
  - Győztes (1): 2022

Internazionale
- Serie A
  - Bajnok (1): 2023–24

- Olasz Szuperkupa
  - Győztes (1): 2023

Kanadai válogatott
- CONCACAF Nemzetek ligája
  - Döntős (1): 2023

Egyéni
- CONCACAF-aranykupa – Legjobb Fiatal Játékos: 2021
- CONCACAF-aranykupa Best XI: 2021
- MLS Best XI: 2021